# Berliner Ensemble

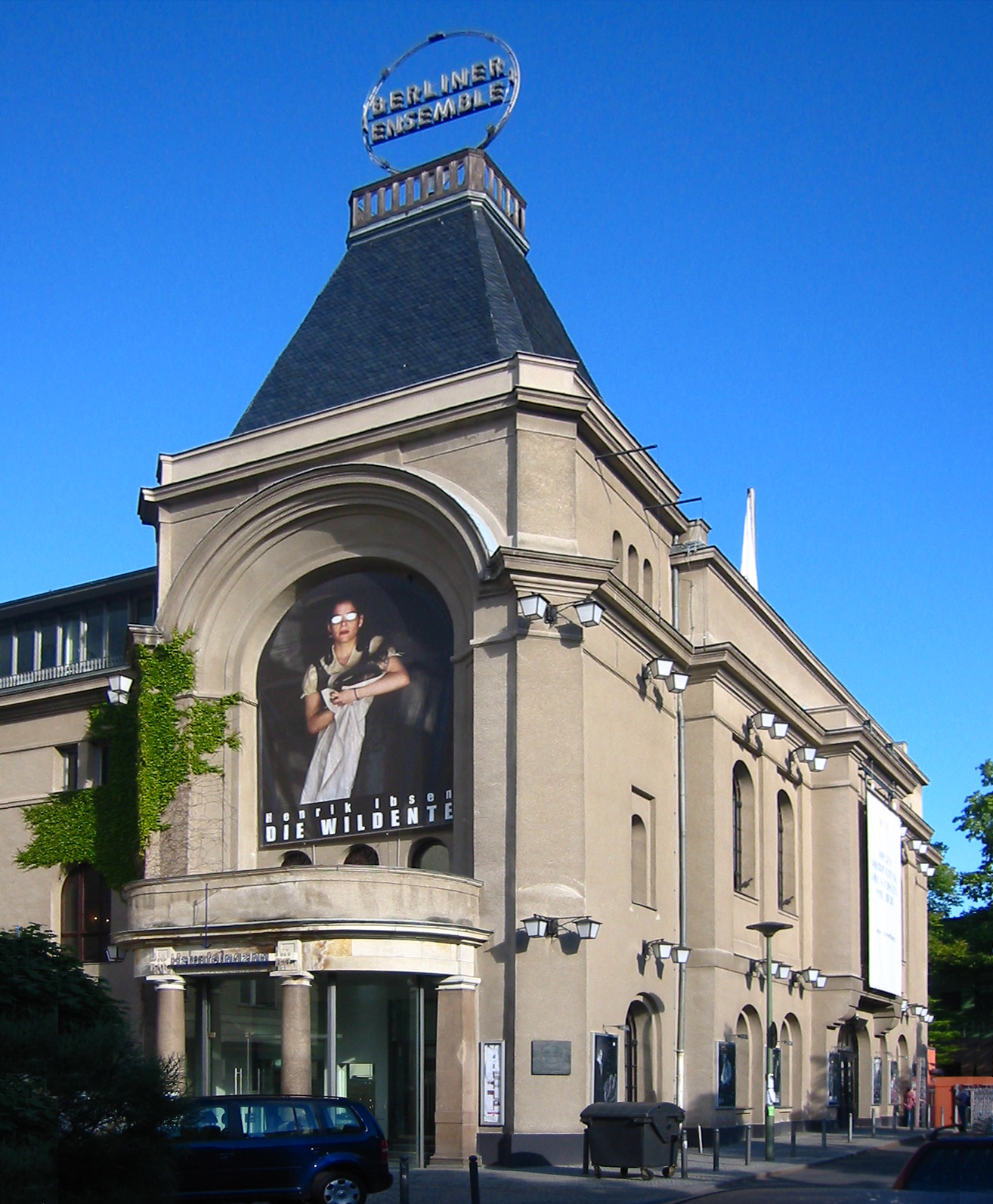
Berliner Ensemble (Theater am Schiffbauerdamm)

Het Berliner Ensemble ([bɛʁˈliːnɐ ãˈsãːbəl]) is een Duits theaterbedrijf in Oost-Berlijn. Het werd in januari 1949 opgericht door de toneelschrijver Bertolt Brecht en zijn vrouw Helene Weigel, nadat Brecht door het House Committee on Un-American Activities (HCUA) uit de Verenigde Staten werd verbannen. Aanvankelijk werkte het bedrijf in Wolfgang Langhoffs Deutsches Theater. In 1954 verhuisde het naar het Theater am Schiffbauerdamm. In dit gebouw ging in 1928 Brechts Dreigroschenoper (Driestuiversopera) in première.

## Geschiedenis
Het Berliner Ensemble gaf Brechts leerlingen Benno Besson, Egon Monk, Peter Palitzsc en Manfred Wekwerth de kans om toneelstukken te regisseren die nog niet eerder waren opgevoerd. Het ensemble stond bekend om de lange en nauwkeurige repetities, die vaak meerdere maanden duurden. Elke productie was vastgelegd in een draaiboek met 600 tot 800 foto's.
Brecht werkte nauw samen met de decorontwerpers Caspar Neher en Karl von Appen, de componisten Paul Dessau en Hanns Eisler en de dramaturge Elisabeth Hauptmann. Ook nodigde Brecht zijn vriend Peter Lorre uit om de Verenigde Staten te verlaten en zich bij het ensemble aan te sluiten, maar deze bedankte.
Brecht schreef geen nieuwe toneelstukken voor het Berliner Ensemble, maar greep terug op zijn oude werken. De eerste opvoering was Mutter Courage und ihre Kinder in 1949. Brecht regisseerde ook Der kaukasische Kreidekreis en, samen met Erich Engel, Leben des Galilei.

### Na Brechts dood

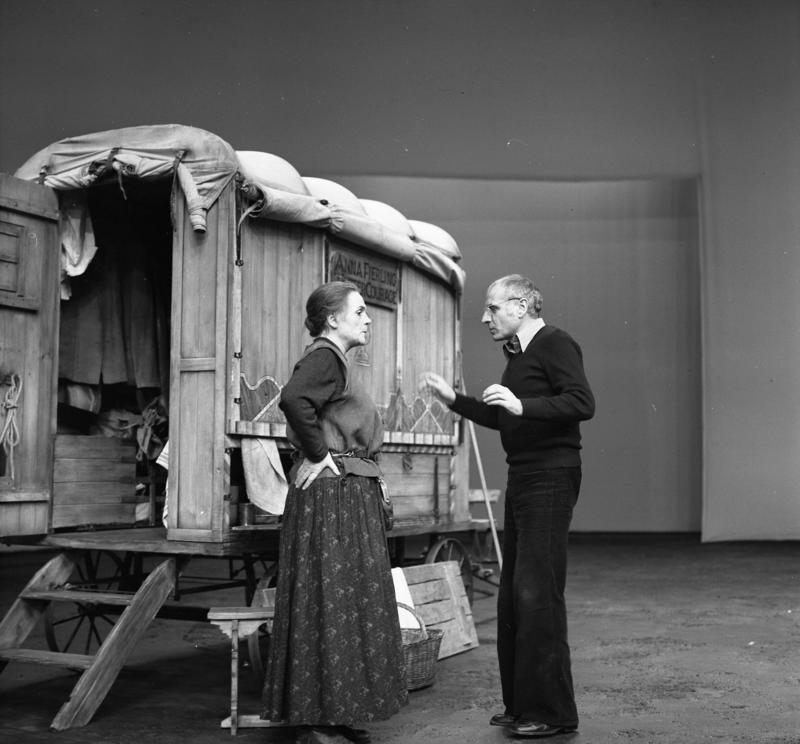
Manfred Wekwerth en Gisela May tijdens de repetities van Mutter Courage und ihre Kinder (1978)

Na het overlijden van Brecht in 1956 bleef Helene Weigel de leiding over het Berliner Ensemble houden. Drie toneelstukken van Brecht gingen na zijn dood in het Theater am Schiffbauerdamm in première: Der aufhaltsame Aufstieg des Arturo Ui, Schweyk im Zweiten Weltkrieg en The Visions of Simone Machard.
Na Weigels dood in 1971 kwam de leiding in handen van Ruth Berghaus. Zij breidde het oeuvre van het Berliner Ensemble uit met toneelstukken van andere Europese toneelschrijvers, waaronder Therese Giehse, Lionel Steckel en Ernst Busch. Na de Duitse hereniging onderging de organisatie enkele grote veranderingen. In 1992 wees het Senaat een collectief van vijf regisseurs aan die de leiding over het ensemble zouden krijgen, namelijk Peter Zadek, Peter Palitzsch, Heiner Müller, Fritz Marquardt en Matthias Langhoff. In datzelfde jaar kreeg de dirigent Alexander Frey de leiding over de muziek. Hij was de eerste Amerikaan die een functie in het Berliner Ensemble kreeg. Tot zijn voorgangers behoorden de componisten Kurt Weill, Hanns Eisler en Paul Dessau. 
Onder het nieuwe artistieke leiderschap veranderde het Berliner Ensemble van een staatstheater in een Gesellschaft mit beschränkter Haftung (vennootschap met beperkte aansprakelijkheid). In 1993 werd het bedrijf geprivatiseerd, maar bleef haar jaarlijkse subsidie krijgen. De samenwerking tussen de vijf leiders verliep stroef en werd in 1995 ontbonden. De leiding was nu geheel in handen van Heiner Müller. In de tussentijd bleef het ensemble zich ontwikkelen op artistiek vlak. Jonge regisseurs als B.K. Tragelehn en Einar Schleef en decorontwerper Andreas Reinhardt braken met veel oude tradities en introduceerden veel vernieuwende stijlen. Müllers uitvoering van Brechts Der aufhaltsame Aufstieg des Arturo Ui, met Martin Wuttke in de hoofdrol, behoort tot een van de succesvolste uitvoeringen van het theater.

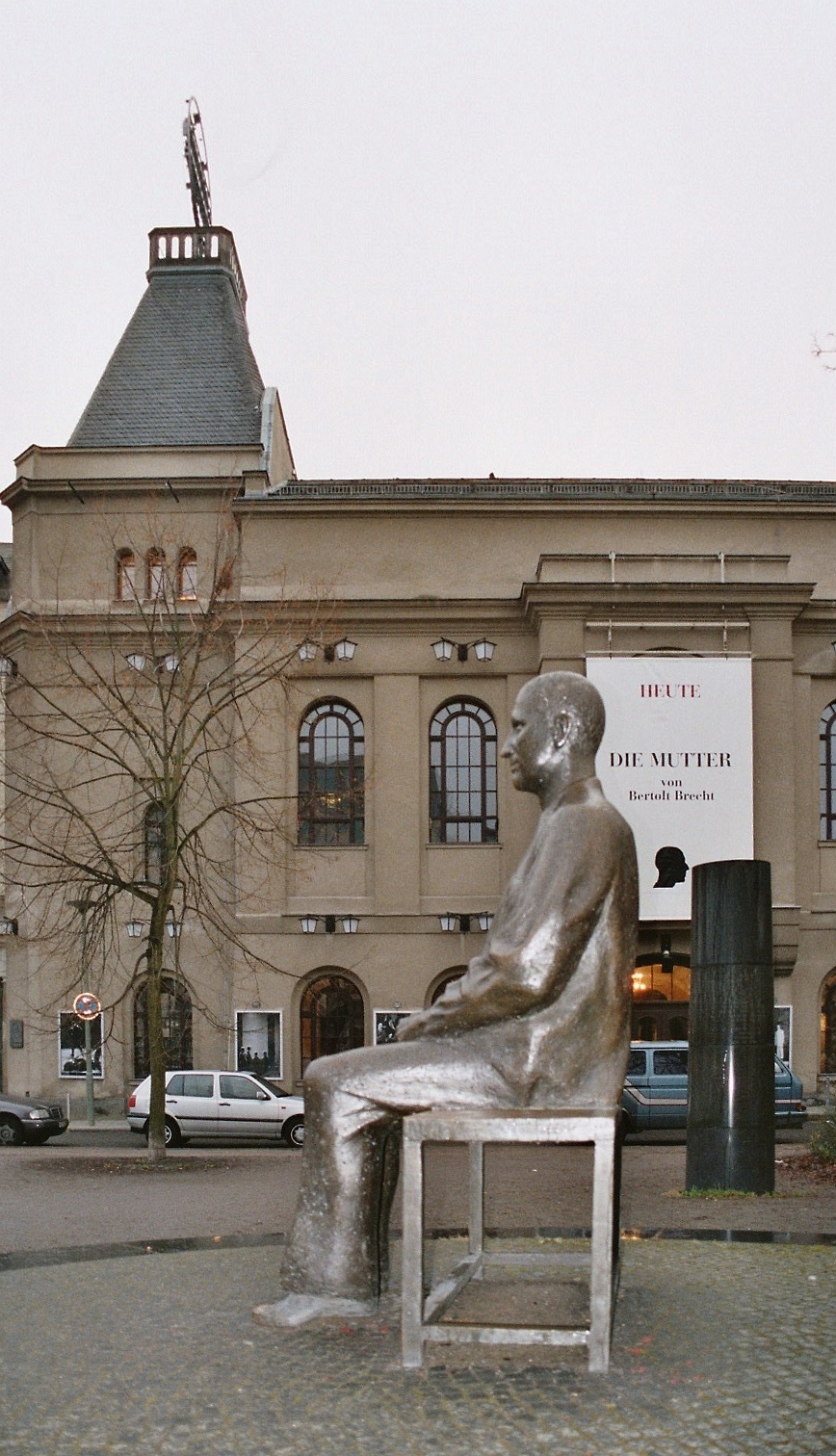
Standbeeld van Brecht op de Bertolt-Brecht-Platz voor het Theater am Schiffbauerdamm

Na Müllers dood in december 1995 ging het een tijd minder met het Berliner Ensemble. In 1998 regisseerde de Amerikaanse regisseur Robert Wilson nog de première van Brechts Der Ozeanflug, ter ere van Brechts 100e geboortedag. Op 30 april 1999 werd de laatste opvoering van Müllers Die Bauern gehouden. De gemeenteraad van Berlijn stelde vervolgens Claus Peymann aan, de directeur van het Burgtheater in Wenen. Het Theater am Schiffbauerdamm werd na een grondige renovatie op januari 2000 weer heropend.

## Bekende leden
- Curt Bois
- Ernst Busch
- Angelica Domröse
- Erwin Geschonneck
- Therese Giehse
- Gisela May
- Ekkehard Schall
- Heinz Schubert
- Helene Weigel
- Ingrid Pitt